# Lisunie
Lisunie (niem. Lissuhnen, 1935–1945 Lißuhnen) – osada w Polsce położona w województwie warmińsko-mazurskim, w powiecie mrągowskim, w gminie Mikołajki. W latach 1975–1998 miejscowość administracyjnie należała do województwa suwalskiego.
Osada znajduje się nad jeziorem Lisunie (Jezioro Lisuńskie).

## Historia
Osadę założył w 1559 r. Maciej Lisun. Prawdopodobnie osada w późniejszym czasie opustoszała, bowiem  w 1785 r. osada pojawia się jako osada szkatułowa z trzema domami. W 1939 r. mieszkały w osadzie 22 osoby. Do 1945 r. Lisunie były samodzielna gminą wiejską, później była tu osada leśnicza.